# Zeno Colò
Zeno Colò (Cutigliano, 30 giugno 1920 – San Marcello Pistoiese, 12 maggio 1993) è stato uno sciatore alpino e sciatore di velocità italiano.
È stato uno degli sciatori italiani più forti di tutti i tempi, primatista mondiale del chilometro lanciato e campione mondiale e olimpico negli anni 1950. A lui sono dedicate le tre piste Zeno dell'Abetone.

## Biografia

### Carriera sciistica

#### Stagioni 1934-1947
A causa della pausa per la Seconda guerra mondiale Colò visse una breve carriera agonistica internazionale: dopo aver iniziato a gareggiare a quattordici anni ed essere entrato nella nazionale a quindici, fu coinvolto nel conflitto mondiale, subendo in seguito anche la prigionia. Durante la guerra, a Cervinia, fece parte della Pattuglia Sci Veloci insieme al maestro di sci Gigi Panei.

Pista ghiaccio-neve di Plateau Rosa a Cervinia; nel 1947 Zeno Colò stabilì il nuovo record del mondo del chilometro lanciato sfiorando i 160 km/h

Riprese a gareggiare nel 1947, a 27 anni. Quell'anno sul Piccolo Cervino a Cervinia stabilì il nuovo record del mondo sul chilometro lanciato, con circa 160 km orari, battendo il precedente primato di 136 km/h di Leo Gasperl che resisteva da sedici anni. Anche il record di Colò sarebbe stato duraturo, rimanendo imbattuto per diciassette anni. Con la sua "posizione a uovo alto" fu il precursore della posizione a uovo che ancora oggi tengono i discesisti per ridurre l'attrito aerodinamico, ma, a differenza dei suoi successori, Colò usava sci di legno e non indossava il casco.

#### Stagioni 1948-1951
Partecipò ai V Giochi olimpici invernali di Sankt Moritz 1948, classificandosi 14º nello slalom speciale e non terminando la discesa libera a causa di una caduta, e vinse la discesa del Lauberhorn; nel 1949 vinse la discesa e la combinata dell'Arlberg-Kandahar e lo slalom speciale del Lauberhorn, risultato quest'ultimo bissato nel 1950.
Sempre nel 1950 fu il protagonista dei Mondiali di Aspen, negli Stati Uniti: fu primo nella discesa libera e nello slalom gigante, e sfiorò l'en-plein nello slalom speciale, giungendo secondo a tre decimi dallo svizzero Georges Schneider. Entrambe le sue vittorie possono essere considerate storiche: Colò fu il primo italiano a vincere la discesa libera ai Mondiali, e anche il primo campione mondiale della storia nello slalom gigante, disciplina che venne introdotta proprio in quell'edizione. Dopo i Mondiali, Colò prolungò la sua trasferta in Nordamerica vincendo i Campionati nordamericani.

#### Stagioni 1952-1956
Partecipò per la seconda volta ai Giochi olimpici a Oslo 1952, dove non riuscì a difendere il titolo mondiale nello slalom gigante, chiudendo quarto. Si confermò invece nella discesa libera: il 16 febbraio fu il più veloce degli ottantuno concorrenti sui 2.600 m della pista di Norefjell, con il tempo di 2'30"8, pari a circa 62 km/h di media. Fu la prima medaglia d'oro per l'Italia nello sci alpino ai Giochi olimpici invernali. Qualche giorno dopo concluse le sue prove olimpiche con lo slalom speciale, dove fu quarto.
Dopo le Olimpiadi di Oslo Zeno Colò legò il suo nome a un modello di scarponi da sci e a una giacca da sci. In base ai regolamenti dell'epoca venne quindi ritenuto professionista: nel 1954 fu squalificato dalla Federazione italiana sport invernali (FISI) e non poté partecipare alle gare successive. La squalifica suscitò proteste da parte dello sciatore dell'Abetone, che tentò invano di essere riabilitato, e polemiche nell'opinione pubblica per l'esclusione del campione dalle competizioni internazionali. Fu la fine della sua carriera agonistica internazionale: ai Mondiali del 1954 a Åre fu presente solo come apripista nella discesa libera, fu comunque cronometrata la sua prestazione risultando la seconda assoluta, e alle Olimpiadi di Cortina d'Ampezzo 1956 come semplice tedoforo. In campo nazionale continuò invece a ottenere medaglie fino al 1956; ai Campionati italiani di sci alpino conquistò complessivamente ventinove medaglie: nove in discesa libera, quattro in slalom gigante, dieci in slalom speciale e sei in combinata.

### Altre attività
Lasciate le gare, diventò maestro di sci presso l'Abetone. S’impegnò per la promozione e lo sviluppo della stazione sciistica pistoiese. Fu tra i promotori della Società Abetone Funivie e della costruzione della prima ovovia. Nel 1973 disegnò tre piste da sci che scendono da Monte Gomito, che da lui prendono il nome di Zeno 1 (nera), Zeno 2 e Zeno 3 (rosse).
Fu anche direttore della scuola di sci di Madesimo (Sondrio).
Nel 1989 la FISI revocò la squalifica inflittagli nel 1954; morì nel 1993 a causa di un tumore ai polmoni.

## Palmarès

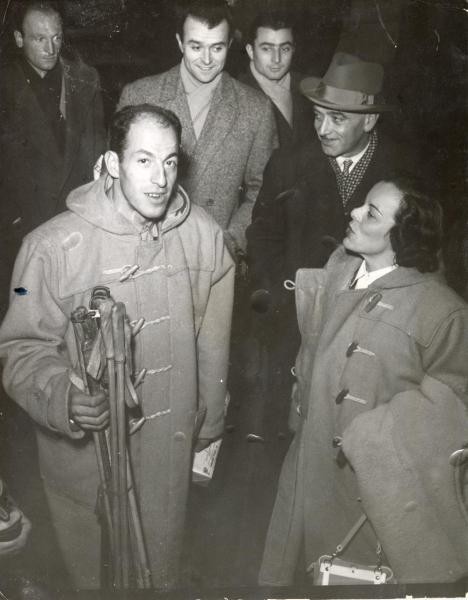
Zeno Colò con Celina Seghi al Sestriere (1951)

### Olimpiadi
- 1 medaglia, valida anche ai fini dei Mondiali:
  - 1 oro (discesa libera a Oslo 1952)

### Mondiali
- 3 medaglie, oltre a quella conquistata in sede olimpica:
  - 2 ori (discesa libera, slalom gigante ad Aspen 1950)
  - 1 argento (slalom speciale ad Aspen 1950)

### Campionati italiani
- 29 medaglie[8]:
  - 19 ori (discesa libera, slalom speciale, combinata nel 1941; slalom speciale, combinata nel 1943; slalom speciale, combinata nel 1946; slalom speciale, combinata nel 1947; discesa libera, slalom speciale, combinata nel 1948; discesa libera nel 1949; slalom gigante nel 1952; discesa libera, slalom gigante, slalom speciale nel 1954; discesa libera, slalom speciale nel 1955)
  - 4 argenti (discesa libera nel 1943; discesa libera nel 1947; slalom speciale nel 1952; slalom gigante nel 1955)
  - 6 bronzi (slalom speciale nel 1939; discesa libera, slalom speciale, combinata nel 1942; discesa libera, slalom gigante nel 1956)

## Riconoscimenti
- Nel 1991 ricevette il premio "Una vita per lo sci" dello Sci Club Abetone e una medaglia d'oro FISI
- L'asteroide 58709 Zenocolò, nella fascia principale, scoperto nel 1998 all'osservatorio astronomico di San Marcello Pistoiese, è stato intitolato in suo onore[1][4].
- Nel maggio 2015, una targa a lui dedicata fu inserita nella Walk of Fame dello sport italiano a Roma, riservata agli ex-atleti italiani che si sono distinti in campo internazionale.[9][10]